# Erling Larsen
Erling Linde Larsen (ur. 9 listopada 1931 w Odense, zm. 15 grudnia 2017 w Kerteminde) – piłkarz duński grający na pozycji obrońcy. W swojej karierze rozegrał 20 meczów w reprezentacji Danii.

## Kariera klubowa
W swojej karierze piłkarskiej Larsen grał w klubie Boldklubben 1909. W 1959 roku wywalczył z nim mistrzostwo Danii, a w 1962 roku zdobył z nim Puchar Danii.

## Kariera reprezentacyjna
W reprezentacji Danii Larsen zadebiutował 1 lipca 1955 w przegranym 2:5 towarzyskim meczu ze Związkiem Radzieckim. W 1960 roku zdobył srebrny medal Igrzyskach Olimpijskich w Rzymie. W kadrze narodowej od 1956 do 1959 roku rozegrał 20 spotkań.